# Stora Nyttingen
Stora Nyttingen är en sjö i Heby kommun i Uppland och ingår i Dalälvens huvudavrinningsområde.